# Hamza Rafia
Hamza Rafia (in arabo حمزة رفيعة‎?; Kalaat Senan, 2 aprile 1999) è un calciatore tunisino con cittadinanza francese, centrocampista del Lecce e della nazionale tunisina.

## Caratteristiche tecniche
Rafia è un trequartista, dall'alto tasso tecnico, duttile e bravo a saltare l'uomo.

## Carriera

### Club

#### Gli inizi, Lione
Nato in Tunisia, si trasferisce da piccolo in Francia insieme alla famiglia. Inizia a giocare a calcio a Lione con il Bron Terraillon dal 2005 al 2009 per poi trascorrere soltanto un anno al Bron Grand Lyon.
Grazie alle ottime prestazioni fornite durante alcuni tornei giovanili, riceve l'attenzione da parte di osservatori di diversi club, tra i quali quelli dell'Olympique Lione, che nel 2010 gli fanno firmare un contratto da tirocinante della durata di due anni, poi rinnovato con un contratto professionistico. Dopo aver scalato tutti ranghi delle giovanili, nel 2017, viene promosso nell'Olympique Lione 2, la seconda squadra lionese, con la quale colleziona 25 presenze in tre anni.

#### Juventus
Il 16 luglio 2019 approda in Italia, alla Juventus, per 400.000 euro più bonus. Aggregato alla Juventus U23, la seconda squadra bianconera militante in Serie C, il 26 agosto debutta in campionato con la maglia bianconera nel derby regionale contro il Novara, perso per 2-0, mentre il 19 dicembre mette a segno su calcio di rigore la prima marcatura italiana, permettendo alla sua squadra di accedere alla semifinale di Coppa Italia Serie C.
Il 27 giugno 2020 vince il primo trofeo con i bianconeri, la Coppa Italia Serie C; nella finale segna il gol che permette alla Juventus U23 di prevalere sulla Ternana per 1-2.
(Hamza Rafia, Eurosport)
Il 17 ottobre 2020 viene convocato da Andrea Pirlo in prima squadra a causa delle numerose assenze nel suo reparto, senza però riuscire a debuttare.
Riceve la seconda convocazione in prima squadra tre mesi dopo, per la gara valida per gli ottavi di finale di Coppa Italia contro il Genoa; partita nella quale riesce a compiere il proprio debutto con i bianconeri, subentrando nel corso del secondo tempo a Manolo Portanova, già suo compagno di squadra nella seconda squadra bianconera, e segnando anche il primo gol col club, quello del 3-2 definitivo che permette alla Juventus di passare il turno.

#### Prestiti a Standard Liegi e Cremonese
Il 18 agosto 2021, dopo due stagioni in Italia, si trasferisce in prestito con obbligo di riscatto a determinate condizioni allo Standard Liegi. Due giorni dopo compie il proprio debutto con il club nella gara vinta di misura contro l'Ostenda, nella quale subentra a Gojko Cimirot.
Il 31 gennaio 2022, dopo aver risolto anticipatamente il prestito alla Standard Liegi, viene ufficializzato il suo passaggio sempre in prestito alla Cremonese. Il 6 febbraio successivo debutta in Serie B, subentrando a Cristian Buonaiuto nel secondo tempo della vittoria per 3-2 contro il Monza. A fine stagione, con 12 presenze all'attivo, conquista la promozione in Serie A con i grigiorossi in virtù del secondo posto finale in campionato.

#### Juventus Next Gen e Pescara
Tornato alla società bianconera, viene aggregato alla seconda squadra in Serie C, rinominata nel frattempo Juventus Next Gen, in cui torna a segnare il 17 settembre 2022, in occasione della sconfitta per 3-2 in casa del Renate, su calcio di rigore.
Il 27 gennaio 2023, reduce da 14 presenze e due reti nella prima metà di campionato, lascia la squadra bianconera per accasarsi a titolo definitivo al Pescara, sempre in Serie C, con cui firma un contratto valido fino al 30 giugno 2025.
Due giorni dopo debutta in campionato con i biancoazzurri, nella sconfitta interna per 0-4 contro il Foggia.

#### Lecce
Il 18 luglio 2023 si trasferisce al Lecce, in Serie A, per circa un milione di euro, firmando un contratto triennale con opzione per le successive due annate. Dopo aver esordito con i salentini in Coppa Italia il 13 agosto in casa contro il Como (1-0), il 20 agosto esordisce anche in Serie A da titolare nella partita casalinga vinta per 2-1 contro la Lazio. Sette giorni dopo segna la sua prima rete in Serie A, nel pareggio per 2-2 in casa della Fiorentina.

### Nazionale
In possesso della doppia cittadinanza, dopo alcune presenze con le selezioni Under-17 e Under-18 della Francia, nel 2019 riceve la prima convocazione da parte della nazionale tunisina, debuttando il 6 settembre, nella partita amichevole contro la Mauritania vinta per 1-0, nella quale si rende protagonista fornendo l'assist per il gol decisivo di Amor Layouni.
Entrato ormai nel giro del nazionale, nel dicembre 2021 viene convocato per la coppa continentale, disputando 4 gare, tra cui la gara dei quarti di finali persa contro il Burkina Faso.
Il 12 settembre 2023 realizza il suo primo gol per la selezione tunisina, nel successo per 1-3 in amichevole contro l'Egitto.
Inserito dal CT Jalel Kadri nella lista dei convocati per la Coppa delle nazioni africane 2023 in programma in Costa d'Avorio, dopo aver saltato la gara d'esordio contro la Namibia, il 20 gennaio 2024 debutta nella competizione segnando il gol del pareggio per 1-1 contro il Mali.

## Statistiche

### Presenze e reti nei club
Statistiche aggiornate al 21 febbraio 2025.
| Stagione                     | Squadra                      | Campionato                   | Campionato | Campionato | Coppe nazionali | Coppe nazionali | Coppe nazionali | Coppe continentali | Coppe continentali | Coppe continentali | Altre coppe | Altre coppe | Altre coppe | Totale | Totale |
| Stagione                     | Squadra                      | Comp                         | Pres       | Reti       | Comp            | Pres            | Reti            | Comp               | Pres               | Reti               | Comp        | Pres        | Reti        | Pres   | Reti   |
| ---------------------------- | ---------------------------- | ---------------------------- | ---------- | ---------- | --------------- | --------------- | --------------- | ------------------ | ------------------ | ------------------ | ----------- | ----------- | ----------- | ------ | ------ |
| 2015-2016                    | Olympique Lione 2            | CFA 2                        | 2          | 0          | -               | -               | -               | -                  | -                  | -                  | -           | -           | -           | 2      | 0      |
| 2016-2017                    | Olympique Lione 2            | CFA 2                        | 0          | 0          | -               | -               | -               | -                  | -                  | -                  | -           | -           | -           | 0      | 0      |
| 2017-2018                    | Olympique Lione 2            | N3                           | 6          | 0          | -               | -               | -               | -                  | -                  | -                  | -           | -           | -           | 6      | 0      |
| 2018-2019                    | Olympique Lione 2            | N3                           | 18         | 5          | -               | -               | -               | -                  | -                  | -                  | -           | -           | -           | 18     | 5      |
| Totale O. Lione 2            | Totale O. Lione 2            | Totale O. Lione 2            | 26         | 5          |                 | -               | -               |                    | -                  | -                  |             | -           | -           | 26     | 5      |
| 2019-2020                    | Juventus U23                 | C                            | 20+2       | 0          | CI-C            | 7               | 3               | -                  | -                  | -                  | -           | -           | -           | 29     | 3      |
| 2020-2021                    | Juventus U23                 | C                            | 23+1       | 2          | -               | -               | -               | -                  | -                  | -                  | -           | -           | -           | 24     | 2      |
| 2020-2021                    | Juventus                     | A                            | 0          | 0          | CI              | 1               | 1               | UCL                | -                  | -                  | SI          | -           | -           | 1      | 1      |
| 2021-gen. 2022               | Standard Liegi               | PL                           | 9          | 0          | CB              | 2               | 0               | -                  | -                  | -                  | -           | -           | -           | 11     | 0      |
| gen.-giu. 2022               | Cremonese                    | B                            | 12         | 0          | CI              | -               | -               | -                  | -                  | -                  | -           | -           | -           | 12     | 0      |
| 2022-gen. 2023               | Juventus Next Gen            | C                            | 14         | 2          | CI-C            | 0               | 0               | -                  | -                  | -                  | -           | -           | -           | 14     | 2      |
| Totale Juventus U23/Next Gen | Totale Juventus U23/Next Gen | Totale Juventus U23/Next Gen | 60         | 4          |                 | 7               | 3               |                    | -                  | -                  |             | -           | -           | 67     | 7      |
| gen.-giu. 2023               | Pescara                      | C                            | 12+6       | 0+1        | CI-C            | 0               | 0               | -                  | -                  | -                  | -           | -           | -           | 18     | 1      |
| 2023-2024                    | Lecce                        | A                            | 28         | 1          | CI              | 1               | 0               | -                  | -                  | -                  | -           | -           | -           | 29     | 1      |
| 2024-2025                    | Lecce                        | A                            | 18         | 0          | CI              | 2               | 0               | -                  | -                  | -                  | -           | -           | -           | 20     | 0      |
| Totale Lecce                 | Totale Lecce                 | Totale Lecce                 | 46         | 1          |                 | 3               | 0               |                    | -                  | -                  |             | -           | -           | 49     | 1      |
| Totale carriera              | Totale carriera              | Totale carriera              | 163        | 11         |                 | 11              | 4               |                    | -                  | -                  |             | -           | -           | 175    | 15     |

### Cronologia presenze e reti in nazionale
| Cronologia completa delle presenze e delle reti in nazionale ― Tunisia | Cronologia completa delle presenze e delle reti in nazionale ― Tunisia | Cronologia completa delle presenze e delle reti in nazionale ― Tunisia | Cronologia completa delle presenze e delle reti in nazionale ― Tunisia | Cronologia completa delle presenze e delle reti in nazionale ― Tunisia | Cronologia completa delle presenze e delle reti in nazionale ― Tunisia | Cronologia completa delle presenze e delle reti in nazionale ― Tunisia | Cronologia completa delle presenze e delle reti in nazionale ― Tunisia |
| Data                                                                   | Città                                                                  | In casa                                                                | Risultato                                                              | Ospiti                                                                 | Competizione                                                           | Reti                                                                   | Note                                                                   |
| ---------------------------------------------------------------------- | ---------------------------------------------------------------------- | ---------------------------------------------------------------------- | ---------------------------------------------------------------------- | ---------------------------------------------------------------------- | ---------------------------------------------------------------------- | ---------------------------------------------------------------------- | ---------------------------------------------------------------------- |
| 6-9-2019                                                               | Radès                                                                  | Tunisia                                                                | 1 – 0                                                                  | Mauritania                                                             | Amichevole                                                             | -                                                                      | 15’ 90’                                                                |
| 10-9-2019                                                              | Radès                                                                  | Tunisia                                                                | 1 – 2                                                                  | Costa d'Avorio                                                         | Amichevole                                                             | -                                                                      | 82’                                                                    |
| 12-10-2019                                                             | Radès                                                                  | Tunisia                                                                | 0 – 0                                                                  | Camerun                                                                | Amichevole                                                             | -                                                                      | 89’                                                                    |
| 9-10-2020                                                              | Tunisi                                                                 | Tunisia                                                                | 3 – 0                                                                  | Sudan                                                                  | Amichevole                                                             | -                                                                      | 80’                                                                    |
| 13-10-2020                                                             | Abuja                                                                  | Nigeria                                                                | 1 – 1                                                                  | Tunisia                                                                | Amichevole                                                             | -                                                                      | 10’ 73’                                                                |
| 13-11-2020                                                             | Radès                                                                  | Tunisia                                                                | 1 – 0                                                                  | Tanzania                                                               | Qual. Coppa d'Africa 2021                                              | -                                                                      | 88’                                                                    |
| 17-11-2020                                                             | Dar es Salaam                                                          | Tanzania                                                               | 1 – 1                                                                  | Tunisia                                                                | Qual. Coppa d'Africa 2021                                              | -                                                                      | 78’                                                                    |
| 28-3-2021                                                              | Radès                                                                  | Tunisia                                                                | 2 – 1                                                                  | Guinea Equatoriale                                                     | Qual. Mondiali 2022                                                    | -                                                                      | 62’                                                                    |
| 5-6-2021                                                               | Tunisi                                                                 | Tunisia                                                                | 1 – 0                                                                  | RD del Congo                                                           | Amichevole                                                             | -                                                                      | 79’                                                                    |
| 11-6-2021                                                              | Radès                                                                  | Tunisia                                                                | 0 – 2                                                                  | Algeria                                                                | Amichevole                                                             | -                                                                      | 46’                                                                    |
| 15-6-2021                                                              | Radès                                                                  | Tunisia                                                                | 1 – 0                                                                  | Mali                                                                   | Amichevole                                                             | -                                                                      | 61’                                                                    |
| 3-9-2021                                                               | Radès                                                                  | Tunisia                                                                | 3 – 0                                                                  | Guinea Equatoriale                                                     | Qual. Mondiali 2022                                                    | -                                                                      | 84’                                                                    |
| 7-9-2021                                                               | Ndola                                                                  | Zambia                                                                 | 0 – 2                                                                  | Tunisia                                                                | Qual. Mondiali 2022                                                    | -                                                                      | 88’                                                                    |
| 10-10-2021                                                             | Nouakchott                                                             | Mauritania                                                             | 0 – 0                                                                  | Tunisia                                                                | Qual. Mondiali 2022                                                    | -                                                                      | 71’                                                                    |
| 16-11-2021                                                             | Tunisi                                                                 | Tunisia                                                                | 3 – 1                                                                  | Zambia                                                                 | Qual. Mondiali 2022                                                    | -                                                                      | 67’                                                                    |
| 16-1-2022                                                              | Limbe                                                                  | Tunisia                                                                | 4 – 0                                                                  | Mauritania                                                             | Coppa d'Africa 2021 - 1º turno                                         | -                                                                      | 71’                                                                    |
| 20-1-2022                                                              | Limbe                                                                  | Gambia                                                                 | 1 – 0                                                                  | Tunisia                                                                | Coppa d'Africa 2021 - 1º turno                                         | -                                                                      | 68’                                                                    |
| 23-1-2022                                                              | Garoua                                                                 | Nigeria                                                                | 0 – 1                                                                  | Tunisia                                                                | Coppa d'Africa 2021 - Ottavi di finale                                 | -                                                                      | 69’                                                                    |
| 29-1-2022                                                              | Garoua                                                                 | Burkina Faso                                                           | 1 – 0                                                                  | Tunisia                                                                | Coppa d'Africa 2021 - Quarti di finale                                 | -                                                                      | 84’                                                                    |
| 7-9-2023                                                               | Radès                                                                  | Tunisia                                                                | 3 – 0                                                                  | Botswana                                                               | Qual. Coppa d'Africa 2023                                              | -                                                                      | 61’                                                                    |
| 12-9-2023                                                              | Il Cairo                                                               | Egitto                                                                 | 1 – 3                                                                  | Tunisia                                                                | Amichevole                                                             | 1                                                                      | 64’                                                                    |
| 13-10-2023                                                             | Seul                                                                   | Corea del Sud                                                          | 4 – 0                                                                  | Tunisia                                                                | Amichevole                                                             | -                                                                      | 72’                                                                    |
| 17-10-2023                                                             | Kōbe                                                                   | Giappone                                                               | 2 – 0                                                                  | Tunisia                                                                | Amichevole                                                             | -                                                                      | 63’                                                                    |
| 17-11-2023                                                             | Radès                                                                  | Tunisia                                                                | 4 – 0                                                                  | São Tomé e Príncipe                                                    | Qual. Mondiali 2026                                                    | 1                                                                      | 82’                                                                    |
| 6-1-2024                                                               | Radès                                                                  | Tunisia                                                                | 0 – 0                                                                  | Mauritania                                                             | Amichevole                                                             | -                                                                      | 72’                                                                    |
| 10-1-2024                                                              | Radès                                                                  | Tunisia                                                                | 2 – 0                                                                  | Capo Verde                                                             | Amichevole                                                             | -                                                                      | 64’                                                                    |
| 20-1-2024                                                              | Korhogo                                                                | Tunisia                                                                | 1 – 1                                                                  | Mali                                                                   | Coppa d'Africa 2023 - 1º turno                                         | 1                                                                      | 78’                                                                    |
| 24-1-2024                                                              | Korhogo                                                                | Sudafrica                                                              | 0 – 0                                                                  | Tunisia                                                                | Coppa d'Africa 2023 - 1º turno                                         | -                                                                      | 70’                                                                    |
| 23-3-2024                                                              | Il Cairo                                                               | Tunisia                                                                | 0 – 0 (4 – 5 dtr)                                                      | Croazia                                                                | Amichevole                                                             | -                                                                      | 72’                                                                    |
| 26-3-2024                                                              | Il Cairo                                                               | Nuova Zelanda                                                          | 0 – 0 (2 – 4 dtr)                                                      | Tunisia                                                                | Amichevole                                                             | -                                                                      | 46’                                                                    |
| 5-6-2024                                                               | Tunisi                                                                 | Tunisia                                                                | 1 – 0                                                                  | Guinea Equatoriale                                                     | Qual. Mondiali 2026                                                    | -                                                                      | 69’                                                                    |
| 9-6-2024                                                               | Johannesburg                                                           | Namibia                                                                | 0 – 0                                                                  | Tunisia                                                                | Qual. Mondiali 2026                                                    | -                                                                      | 88’                                                                    |
| 5-9-2024                                                               | Radès                                                                  | Tunisia                                                                | 1 – 0                                                                  | Madagascar                                                             | Qual. Coppa d'Africa 2025                                              | -                                                                      |                                                                        |
| 8-9-2024                                                               | Bakau                                                                  | Gambia                                                                 | 1 – 2                                                                  | Tunisia                                                                | Qual. Coppa d'Africa 2025                                              | -                                                                      | 90’                                                                    |
| 11-10-2024                                                             | Radès                                                                  | Tunisia                                                                | 0 – 1                                                                  | Comore                                                                 | Qual. Coppa d'Africa 2025                                              | -                                                                      |                                                                        |
| 15-10-2024                                                             | Abidjan                                                                | Comore                                                                 | 1 – 1                                                                  | Tunisia                                                                | Qual. Coppa d'Africa 2025                                              | -                                                                      |                                                                        |
| 14-11-2024                                                             | Pretoria                                                               | Madagascar                                                             | 2 – 3                                                                  | Tunisia                                                                | Qual. Coppa d'Africa 2025                                              | 1                                                                      | 64’                                                                    |
| Totale                                                                 |                                                                        | Presenze                                                               | 37                                                                     |                                                                        | Reti                                                                   | 4                                                                      |                                                                        |

## Palmarès

### Club
- Coppa Italia Serie C: 1

Juventus U23: 2019-2020
- Coppa Italia: 1

Juventus: 2020-2021